# L'home que va venir a sopar
L'home que va venir a sopar (títol original en anglès The Man Who Came to Dinner) és una pel·lícula estatunidenca dirigida per William Keighley i estrenada l'any 1942. Està doblada al català.

## Argument
Durant una gira de conferències, Sheridan Whiteside (Monty Woolley), una eminència de fama internacional, accepta de mala gana una invitació a sopar a casa d'una destacada família d'Ohio. Quan hi arriba amb Maggie Cutler (Bette Davis), la seua secretària, rellisca en el gel que hi ha davant de la casa del seu amfitrió i el porten endins mentre amenaça a crits amb un plet. Acovardits per les seues amenaces, Ernest Stanley (Grant Mitchell), que és l'antítesi de tot allò en què creu Whiteside, i la seua dona (Billie Burke), preocupada per l'ascens social, fan tot el possible perquè el seu malparat hoste se senti a gust després que el doctor Bradley (George Barbier) asseguri que la lesió de la cama és greu i que ha de romandre immobilitzat en una cadira de rodes. Resignat a ésser un hoste no desitjat, Whiteside decideix divertir-se reorganitzant la vida de tothom. Centra la seua simpatia en els servents i en els fills de Stanley (Elisabeth Fraser i Russell Arms), als quals els recomana marxar i viure llurs pròpies vides. Amb la promesa d'un paper en una funció que Katherine Cornell es mor de ganes de fer, encoratja a l'esplendorosa actriu Lorraine Sheldon (Ann Sheridan) a abandonar l'aristòcrata anglès que la manté luxosament a Palm Beach perquè vagi a Ohio i trenqui un idil·li entre Maggie i el director d'un diari local (Richard Travis). No obstant això, quan Maggie esbrina el seu pla i amenaça d'acomiadar-se, envia Lorraine a un museu de Filadèlfia amb el sarcòfag d'una mòmia egípcia que li ha regalat el Jedive. També l'han obsequiat amb cuatro pingüins l'almirall Byrd i amb un polp William Beebe. Un cop en marxa el mecanisme dels seus plans, i quan més li interessa continuar a casa dels Stanley per seguir turmentant-los, Whiteside s'assabenta pel doctor Bradley que no li passa res de dolent a la seua cama. El diagnòstic va ser erroni. En sentir això, Whiteside compra el silenci del metge insinuant-li que la seua butxaca podria subvencionar la publicació de les seues memòries. Whiteside culmina els seus plans en decidir radiar l'emissió de la seua tradicional xerrada nadalenca des de la llar dels Stanley. Els tècnics, un cor de nens i un equip de ràdio envaeixen l'indret, però, quan Stanley descobreix que Whiteside ha estat fingint la seua malaltia, li ordena que se'n vagi i s'oposa als plans d'independència dels seus fills. Disposat ja a marxar, Whiteside reconeix en l'excèntrica germana de Stanley, Harriet (Ruth Vivian), a una suposada assassina que fou absolta de l'acusació d'esquarterar els seus pares amb una destral després d'una baralla familiar. Whiteside fa xantatge a Stanley i, recuperant una altra vegada la batuta, envia els joves a obrir-se camí i arregla l'idil·li espatllat de Maggie. En abandonar la casa, rellisca en el paviment gelat i es trenca la cama. Quan el transporten de nou a l'interior de la casa, li diuen que Eleanor Roosevelt està al telèfon i que li vol parlar.

## Crítica
- "Indiscutiblement, la més sarcàstica, encara que hilarant, exhibició de situacions absurdes mai portada a la pantalla, un retrat de caràcters deliciosament malvat i, a més, una sàtira implacable ... (...) El senyor Woolley fa de The Man Who Came to Dinner una autèntica perla. El seu afany per la subversió és extraordinari ... Caldria concedir un premi a Bette Davis per acceptar el paper secundari de la secretària i un altre per representar-lo amb tanta moderació i tan bé. També Ann Sheridan, com a actriu de casta decididament felina, ofereix una interpretació digna d'ésser recordada."[3]

## Repartiment
- Bette Davis
- Ann Sheridan
- Monty Woolley
- Richard Travis
- Jimmy Durante
- Reginald Gardiner
- Billie Burke
- Elisabeth Fraser
- Grant Mitchell
- George Barbier
- Mary Wickes
- Russell Arms
- Ruth Vivian
- Edwin Stanley
- Charles Drake
- Nanette Vallon
- John Ridgely[2]

## Al voltant de la pel·lícula
- Bette Davis va veure The Man Who Came to Dinner a Broadway i de seguida va voler interpretar el paper de Maggie, l'antítesi dels seus papers habituals. Ella anhelava desesperadament el paper perquè volia actuar al costat de John Barrymore, el qual, hom creia, interpretaria Sheridan Whiteside. Atès la insistència de l'actriu, Warner Bros temptejà Barrymore per al paper, però la seua afeblida salut i la incapacitat per a recordar les frases del seu personatge van fer fracassar el projecte.
- El personatge de Lorraine Sheldon està basat en Gertrude Lawrence, el de Beverly Carlton en Noël Coward, el de Banjo en Harpo Marx i el de Sheridan Whiteside en el crític de teatre Alexander Woollcott.[4]
- La producció original de The Man Who Came to Dinner de Moss Hart i George S. Kaufman es va estrenar el 16 d'octubre del 1939 al teatre Music Box de Broadway i es va representar 739 vegades.
- Una versió televisiva es va estrenar a la dècada de 1970 amb Joan Collins interpretant el paper de Lorraine Sheldon.
- Mary Wickes, un dels dos únics membres de l'elenc original de l'obra teatral a Broadway que va participar en aquesta versió cinematogràfica (amb Monty Woolley), es va estrenar com a actriu de cinema amb aquesta pel·lícula. Curiosament va representar el mateix paper a la versió televisiva de l'any 1972.
- Encara que Chester Clute i Laura Hope Crews apareguin en els crèdits de The Man Who Came to Dinner, tots dos van ser exclosos del muntatge que finalment es va estrenar.[5]

## Lapsus del rodatge
- El dia de Nadal, de bon matí, Whiteside va a la cuina per a parlar amb John i Sarah... Quan torna a la sala d'estar uns minuts més tard, duu una corbata completament diferent.
- En un moment en la pel·lícula, Maggie Cutler va a la finestra i parla sobre la neu que cau fora, la qual és clarament visible des de la finestra. A continuació, la càmera passa a un pla mitjà, amb totes les finestres visibles, però, des d'aquest angle, no es veu cap volva de neu caient...[6]